# Hazardville

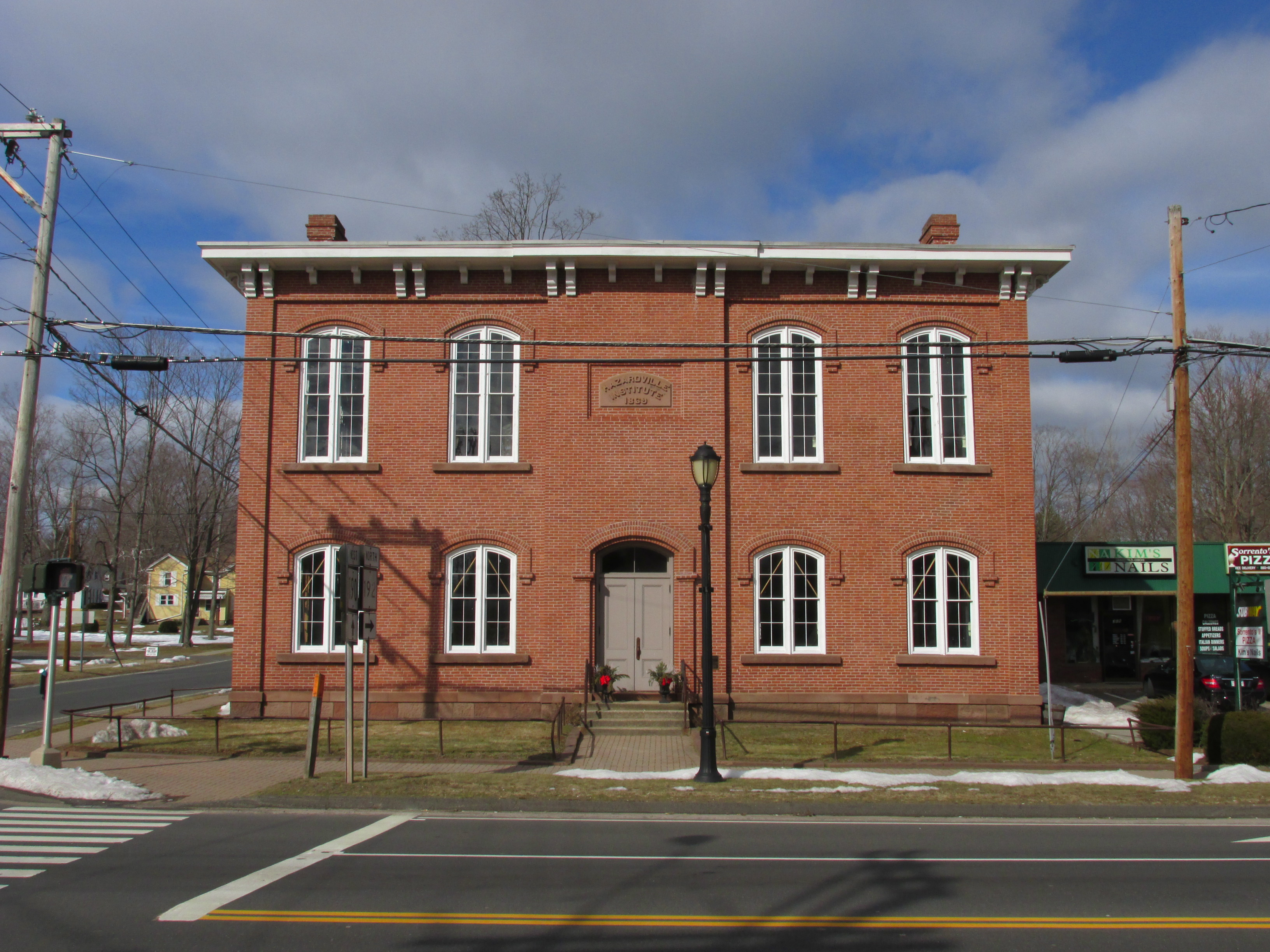

Hazardville est une section de la ville d'Enfield située dans le comté de Hartford, dans l'État du Connecticut aux États-Unis. Lors du recensement de 2010, Hazardville avait une population totale de 4 599 habitants.

## Géographie
Selon le Bureau du Recensement des États-Unis, la superficie de la ville est de 8,5 km2, dont 8,5 km2 de terres et 0,0 km2 de plans d'eau (soit 0,00 %).

## Démographie
D'après le recensement de 2000, il y avait 4 900 habitants, 1 832 ménages, et 1 337 familles dans la ville. La densité de population était de 575,0 hab/km2. Il y avait 1 876 maisons avec une densité de 220,2 maisons/km2. La décomposition ethnique de la population était : 95,45 % blancs ; 1,41 % noirs ; 0,22 % amérindiens ; 1,41 % asiatiques ; 0,45 % natifs des îles du Pacifique ; 1,04 % des autres races ; 1,41 % de deux ou plus races. 1,41 % de la population était hispanique ou Latino de n'importe quelle race.
Il y avait 1 832 ménages, dont 32,4 % avaient des enfants de moins de 18 ans, 59,4 % étaient des couples mariés, 9,1 % avaient une femme qui était parent isolé, et 27,0 % étaient des ménages non-familiaux. 22,3 % des ménages étaient constitués de personnes seules et 10,6 % de personnes seules de 65 ans ou plus. Le ménage moyen comportait 2,61 personnes et la famille moyenne avait 3,07 personnes.
Dans la ville la pyramide des âges était 24,3 % en dessous de 18 ans, 5,4 % de 18 à 24, 30,4 % de 25 à 44, 21,8 % de 45 à 64, et 18,1 % qui avaient 65 ans ou plus. L'âge médian était 40 ans. Pour 100 femmes, il y avait 94,5 hommes. Pour 100 femmes de 18 ans ou plus, il y avait 93,2 hommes.
Le revenu médian par ménage de la ville était 54 596 dollars US, et le revenu médian par famille était $61 183. Les hommes avaient un revenu médian de $40 606 contre $28 806 pour les femmes. Le revenu par habitant de la ville était $22 293. 3,7 % des habitants et 2,1 % des familles vivaient sous le seuil de pauvreté. 2,1 % des personnes de moins de 18 ans et 2,1 % des personnes de plus de 65 ans vivaient sous le seuil de pauvreté.